# Dörphof
Dörphof (danois: Dørphof et Thorpe) est une commune de l'arrondissement de Rendsburg-Eckernförde, Land de Schleswig-Holstein.

## Géographie
La commune se situe entre la Schlei et la mer Baltique, à 5 km de Kappeln dans la péninsule de Schwansen.
Elle regroupe les quartiers de Schuby, Alt-Dörphof, Karlberg, Karlbergfeld, Krim, Osterschau, Rohrüh, Schubyfeld, Schubymühle et Schubystrand.
On trouve au sud-est la presqu'île dans le lac de Schwansen et à l'ouest la Bundesstraße 203 vers Eckernförde.

## Histoire
La première mention écrite date de 1352 sous le nom de "Dorpe", simplement "village", tout comme le lac de Schwansen est le lac des cygnes.
D'abord domaine épiscopale, il devient une propriété de la noblesse au XVI et au XVIIe siècle, de 1723 à 1772 au chevalier de Reventlow, en 1791 à celui d'Ahlefeldt puis finalement en 1858 au couvent de Preetz.
Le domaine de Schwonendahl appartient au XIXe et au début du XXe siècle à une branche de la famille Jauch, celle des marchands de Hambourg.

## Source, notes et références
- (de) Cet article est partiellement ou en totalité issu de l’article de Wikipédia en allemand intitulé « Dörphof » (voir la liste des auteurs).